# Metoda Haldane’a
Metoda Haldane’a – metoda przybliżonego wyznaczania kwantyli dla zmiennej o rozkładzie prawoskośnym i gęstości określonej na dodatniej półosi. Stosowana jest w matematyce ubezpieczeniowej do aproksymacji łącznej wartości szkód.

## Idea metody
Niech rozważaną zmienną będzie zmienna {\displaystyle X} o wartości oczekiwanej {\displaystyle \mu _{x}.} Metoda polega na takim dobraniu liczby {\displaystyle h\in (0,1),} aby (przynajmniej w przybliżeniu) przekształcona zmienna
{\displaystyle Y={\Bigg (}{\frac {X}{\mu _{X}}}{\Bigg )}^{h}}
miała zerową wartość współczynnika skośności. Następnie wyznacza się jej kwantyle za pomocą aproksymacji normalnej, a zatem;
{\displaystyle y_{\varepsilon }=\mu _{Y}+u_{\varepsilon }\cdot \sigma _{Y},}
gdzie {\displaystyle u_{\varepsilon }} oznacza kwantyl standardowego rozkładu normalnego.
Postępowanie powyższe prowadzi do oszacowania kwantyla rzędu {\displaystyle 1-\varepsilon } wyjściowej zmiennej:
{\displaystyle x_{\varepsilon }=\mu _{x}\cdot (\mu _{Y}+u_{\varepsilon }\cdot \sigma _{Y})^{\frac {1}{h}}.}
Szczególny przypadek metody Haldane’a gdy {\displaystyle h={\frac {1}{3}}} a aproksymowany rozkład to rozkład Gamma, prowadzi do formuły Wilsona-Hilferty’ego.